# Kadir Irfan
Kadir Irfan (arab. قادر عرفان) – iracki koszykarz, uczestnik Letnich Igrzysk Olimpijskich 1948.
Był uczestnikiem igrzysk w Londynie. W pięciu olimpijskich spotkaniach zdobył 18 punktów, przy tym notując także osiem fauli. Razem z kolegami z reprezentacji zajął 22. miejsce, a jego drużyna przegrała wszystkie mecze turnieju.